# 陳嘉信 (1965年)
陳嘉信，JP（1965年5月22日—），香港公務員，現任政府物流服務署署長，曾出任勞工處處長、房屋局一手住宅物業銷售監管局專員等要職。他在1987年從香港大學取得社會科學學士後，於同年9月獲港英政府聘任為政務主任。及後，他在2007年3月至2012年3月出任環境保護署副署長，並任內於2010年7月1日獲委任為官守太平紳士。他在2016年10月6日起出任勞工處處長，並在任內於2018年4月晉升至首長級甲級政務官，至2020年12月20日由孫玉菡接替，轉任房屋局的一手住宅物業銷售監管局專員。港府於2022年7月26日委任他擔任政府物流服務署署長。